# Pausandra morisiana
Pausandra morisiana är en törelväxtart som först beskrevs av Giovanni Casaretto, och fick sitt nu gällande namn av Ludwig Radlkofer. Pausandra morisiana ingår i släktet Pausandra och familjen törelväxter. Inga underarter finns listade i Catalogue of Life.

## Bildgalleri

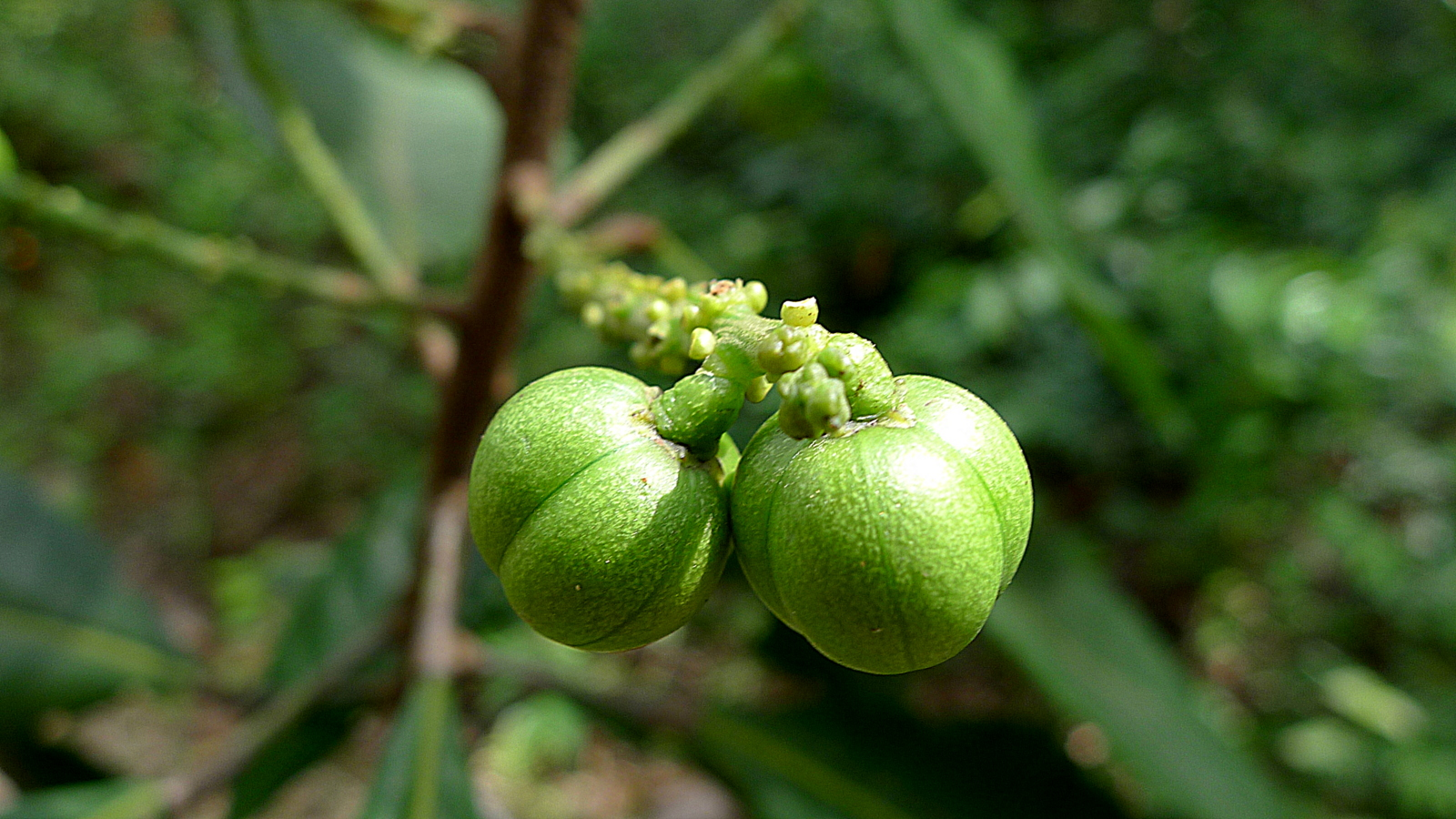
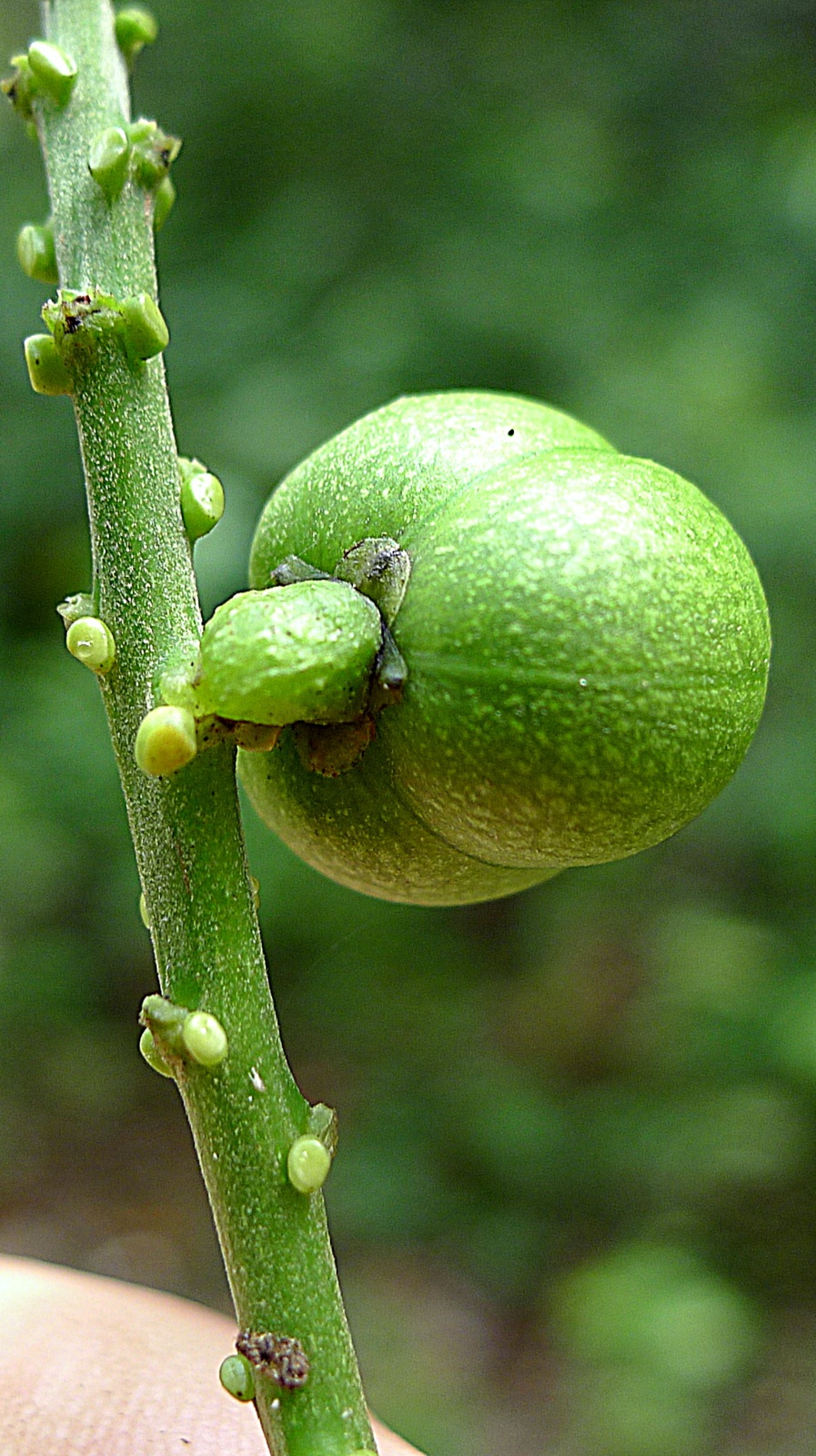
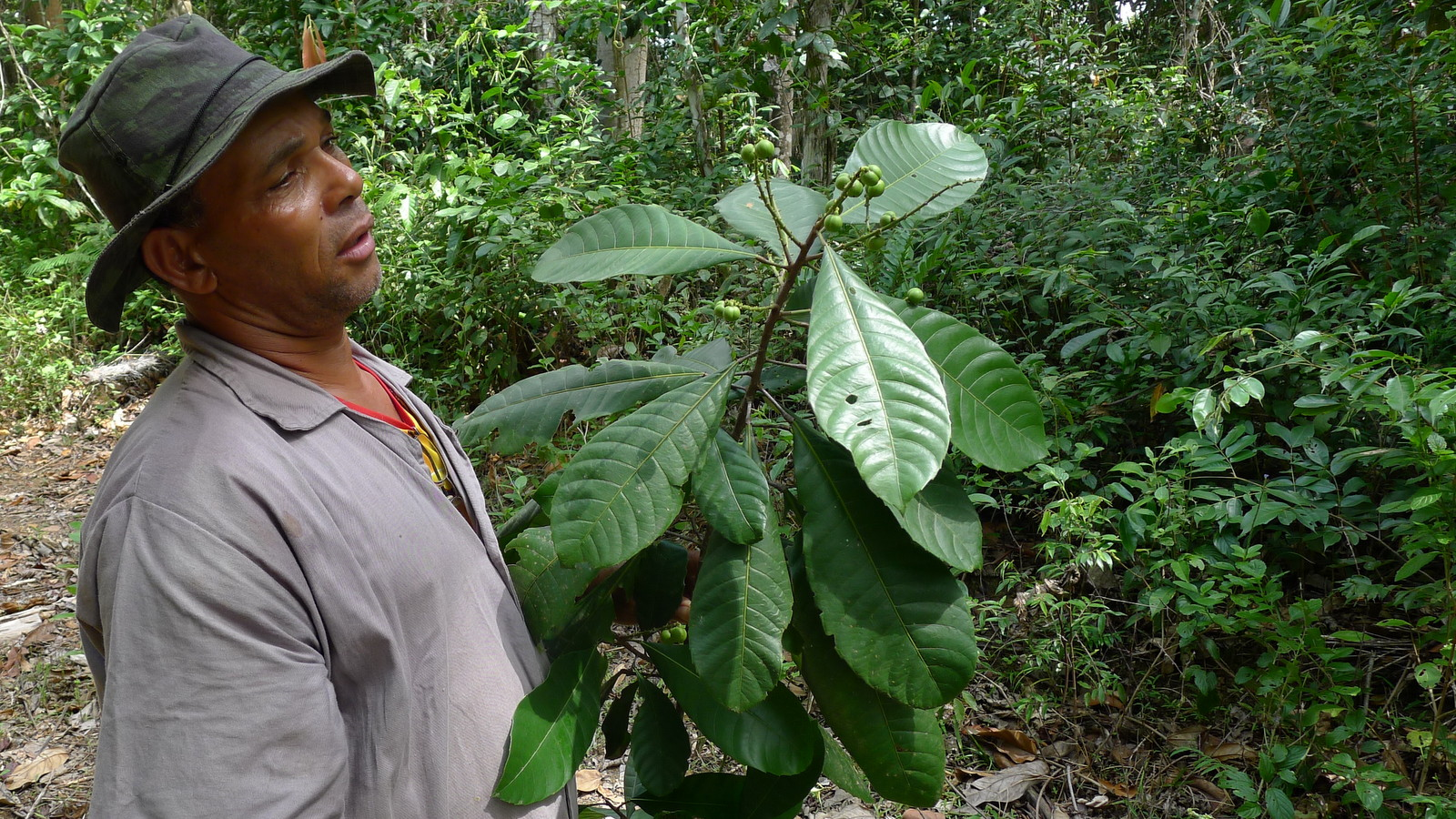
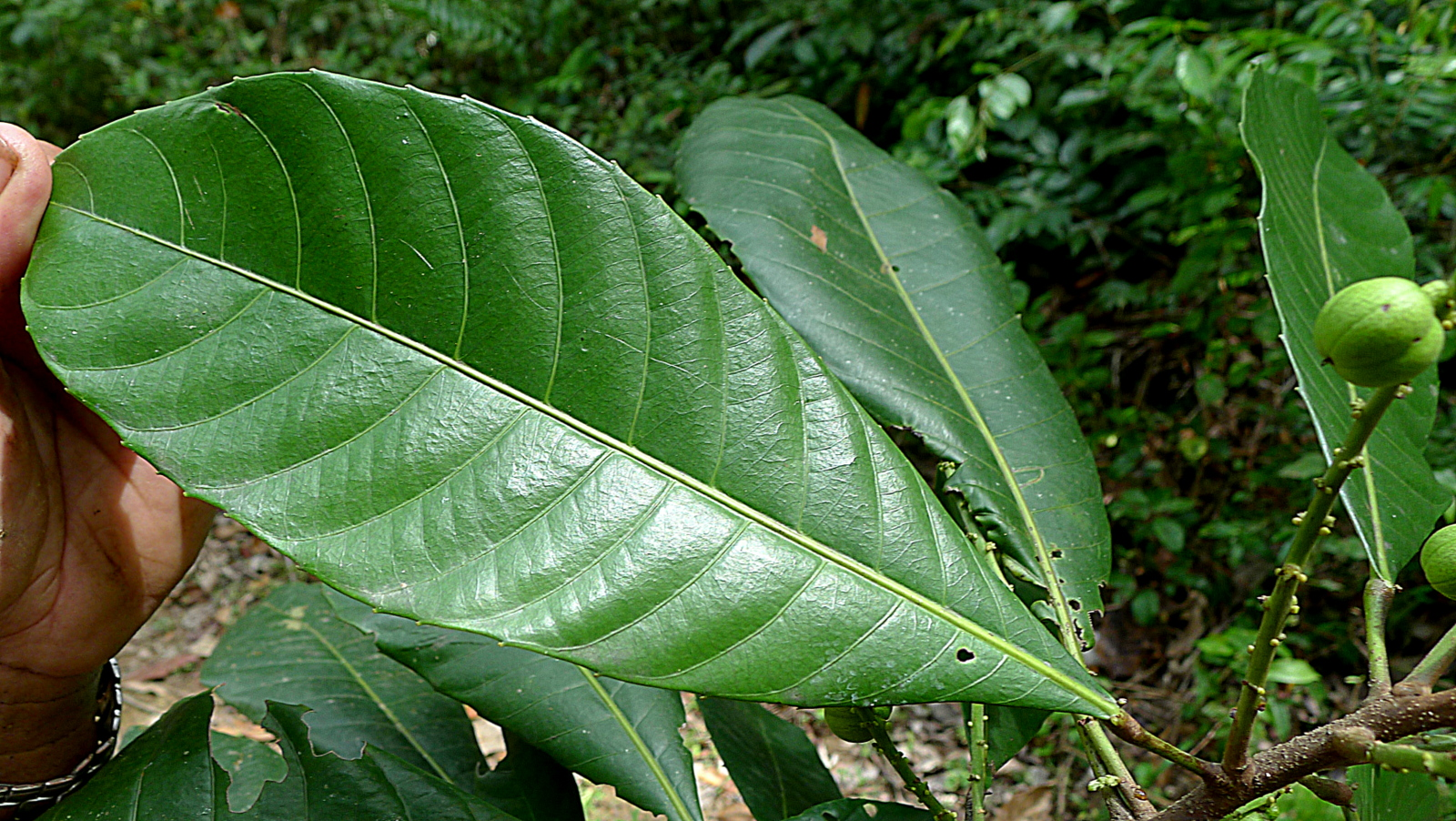